# Literatura de Cabo Verde
A Literatura de Cabo Verde é uma das mais ricas da África lusófona. É o segundo mais rico da África Ocidental depois do Mali e da atual Mauritânia. Também é o mais rico da parte lusófona da África. A maioria das obras são escritas em português, mas há também textos em crioulo cabo-verdiano, francês e, notavelmente, em inglês.
A literatura cabo-verdiana há muito é reconhecida mundialmente através das obras do poeta Eugénio Tavares. Além dele, destacam-se Manuel Lopes, Baltasar Lopes da Silva, mais conhecido como Osvaldo Alcântara, e Jorge Barbosa. Os três viriam mais tarde a fundar, em 1936, a revista Claridade, associada à independência de Cabo Verde.

## História
Primeira literatura
A primeira literatura registrada de Cabo Verde remonta ao século XVI, com algumas obras escritas por André Álvares de Almada, que escreveu anais da expansão portuguesa. A sua obra mais importante foi um tratado sobre os Rios da Guiné de Cabo Verde, uma área entre o Rio Senegal e Serra Leoa. A literatura cabo-verdiana seria raramente registrada até 1890, quando Eugénio Tavares escreveu seus poemas de morna, sendo ele mesmo o "golfinho" de Cabo Verde. Seus poemas foram escritos em crioulo de Brava. O segundo livro em crioulo foi A Dor do Amor, de Xavier da Cunha, publicado em 1893.
As primeiras bibliotecas
As duas primeiras bibliotecas no arquipélago foram abertas no final do século XIX, durante a era colonial. Elas foram a Biblioteca e Museu Nacional, em Praia, e a Biblioteca Municipal do Mindelo, que foi aberta pela primeira vez em 1880.
Ascensão do nacionalismo
A ascensão da literatura coincidiu com a ascensão do nacionalismo e da independência em Cabo Verde. A literatura floresceu no século XX. Diário foi publicado em 1929 pelo português António Pedro, que plantou as sementes para a criação da Claridade, juntamente com a revista portuguesa Presença, que também era lida em Cabo Verde, e a literatura brasileira moderna. Francisco Xavier da Cruz, mais conhecido como B. Leza, escritor e músico, escreveu várias obras, incluindo Uma Partícula da Lira Cabo-Verdiana (1933), que apresenta 10 mornas de sua autoria e um texto que explica suas ideias sobre a música cabo-verdiana. Algumas obras sobre África foram feitas por Augusto Casimiro, uma delas foi Ilhas Crioulas (Ilhas Crioulas), publicada em 1935, que se passa no arquipélago e pode ser considerada o último ingrediente para a criação da revista no ano seguinte. Manuel Lopes, Baltasar Lopes da Silva, mais conhecido como Osvaldo Alcântara, e Jorge Barbosa fundaram a revista Claridade em 1936, que se relacionaria com a independência de Cabo Verde. Originalmente um jornal, ela se tornou uma revista. O primeiro livro publicado pela Claridade foi Arquipélago, publicado em 1935, e outros foram publicados depois, incluindo Chiquinho em 1947, Chuva Braba em 1956 e Os Flagelados do Vento Leste em 1960. A Claridade fechou suas portas. De forma semelhante, a mesma revista literária lançou sementes literárias que germinariam em outras publicações importantes cabo-verdianas, como Certeza (1944), Suplemento Cultural (1958), duas após a independência, incluindo Raízes (1977) e Ponto & Vírgula (1983). Certeza foi publicada pela primeira vez em março de 1944 e fez história na literatura cabo-verdiana, sendo uma revista que contou com a obra literária de uma mulher, mas foi censurada e banida em janeiro de 1945. Não muito depois da fundação da Claridade, António Aurélio Gonçalves publicou sua primeira obra intitulada Aspecto da Ironia de Eça de Queiroz em 1937. Henrique Teixeira de Sousa se tornaria mais tarde um ícone da literatura cabo-verdiana. O cabo-verdiano naturalizado italiano Sergio Frusoni publicou poesias e contos em crioulo cabo-verdiano na época. Jorge Barbosa também escreveu Caderno de um Ilhéu em 1955, que ganhou o Prêmio Camilo Pessanha, o primeiro livro cabo-verdiano a ser premiado. Aguinaldo Fonseca foi o poeta esquecido, embora seus poemas tenham sido publicados na coleção Linha do Horizonte em 1951.
Na época, escritores como Manuel Lopes estariam ligados aos movimentos de resistência. Alguns escritores foram exilados para países europeus nos anos anteriores à independência.
Após a independência e literatura moderna
Cabo Verde se tornou independente em 5 de julho de 1975. A literatura cabo-verdiana começou a florescer ainda mais, com a publicação da obra A Ilha de Contenda em 1976. Escritores como Henrique Teixeira de Sousa, Gabriel Mariano e outros continuaram a escrever e publicar após a independência. Mariano também escreveu livros sobre grandes escritores cabo-verdianos anteriores. Germano Almeida escreveu O Dia das Calças Roladas em 1982, O Último Testamento de Senhor da Silva Araújo em 1989, que mistura humor com realismo cruel, por vezes patético, em uma escrita moderna favorecendo o estilo indireto livre. A obra foi mais tarde transformada em filme em 1997. Mais tarde, escreveu sobre a história de Cabo Verde intitulada Cabo Verde: Viagem pela História das Ilhas em 2003. Suas obras mais recentes têm como cenário principal a cidade de Mindelo, incluindo De Monte Cara Vê-se o Mundo em 2014, logo após a baía ser considerada a quinta mais bonita do mundo.
Na mesma época, mais bibliotecas foram abertas na década de 1980 e no início da década de 1990, à medida que a taxa de alfabetização do país aumentava. Entre elas estavam as bibliotecas da Assembleia Nacional de Cabo Verde, do Banco de Cabo Verde e de outros ministérios, a Biblioteca Municipal Jorge Barbosa em Palmeira, na Ilha de Sal, Santo Antão e outras instituições. A construção da Biblioteca Nacional de Cabo Verde, em Praia, começou no final da década de 1990 e foi inaugurada em 1999. Mais tarde, o Centro Cultural Brasileiro em Cabo Verde foi inaugurado em Palmarejo, no sul da Praia, na Ilha de Santiago, e possui livros relacionados ao Brasil.
A literatura escrita por mulheres também começou a florescer, incluindo Eileen Barbosa, Yara dos Santos, Vera Duarte e várias outras. Vera Duarte foi a primeira mulher cabo-verdiana a ser premiada com o Prêmio U Tam'si de Poesia Africana em 2001.
Escritores modernos
Escritores modernos incluem Manuel Veiga, Germano Almeida, Arménio Vieira, Mito Elias (que também foi pintor) e outros. Arménio Vieira escreveu O Poema, a Viagem, o Sonho, publicado em 2009, que mais tarde venceu o Prêmio Camões, sendo a única obra literária cabo-verdiana a ser premiada com esse prêmio.
Em junho de 2007, um CD intitulado Poesia de Cabo Verde e Sete Poemas de Sebastião da Gama foi lançado por Afonso Dias; ele apresenta poemas notáveis de Cabo Verde.

## Poetas
- Sérgio Frusoni
- Eugénio Tavares
- João Cleofas Martins
- Ovídio Martins
- Jorge Barbosa
- Corsino António Fortes

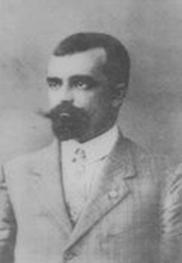
Eugénio Tavares.

- Baltasar Lopes da Silva (Osvaldo Alcântara)
- Yolanda Morazzo
- José Lopes
- Manuel Lopes
- Aguinaldo Fonseca
- Gabriel Mariano
- Ovídio Martins
- Onésimo Silveira
- João Vário (Timóteo Tio Tiofe)
- Arménio Vieira
- Amílcar Cabral

## Escritores
- Manuel Lopes
- Germano Almeida
- Luís Romano de Madeira Melo
- Orlanda Amarílis
- António Pedro Cardoso
- José Lopes
- Corsino António Fortes
- António Aurélio Gonçalves
- Ovídio de Sousa Martins
- Henrique Teixeira de Sousa
- Filinto Elísio
- Manuel Veiga
- Andre Silvaa

## Obras literárias célebres
- Revista Claridade
- Chiquinho (romance) (Baltasar Lopes da Silva)
- Os Flagelados do Vente Leste e Chuva Braba (Manuel Lopes)
- Hora di Bai (Manuel Ferreira)
- Cais-do-Sodré té Salamansa (Orlanda Amarílis)
- O Testamento do Senhor Napomuceno da Silva Araújo (Germano Almeida)